# Indoevropeistika
Indoevropeistika, někdy též indoeuropeistika, je nauka zkoumající indoevropské jazyky. Je disciplínou srovnávací jazykovědy.
V německé jazykové oblasti se analogicky k názvu indoevropských jazyků (indogermánské jazyky, indogermanische Sprachen) nazývá indogermanistika (Indogermanistik). V angličtině se obor označuje jako Indo-European studies.
Jako vědní obor vznikla počátkem 19. století po objevu příbuznosti indoevropských jazyků Angličanem Williamem Jonesem, Němci Franzem Boppem a Augustem Schleicherem a Dánem Rasmusem Christianem Raskem a také Čechem Josefem Dobrovským.